# Вайсс, Владимир (1964)
Влади́мир Вайсс (словац. Vladimír Weiss; род. 22 сентября 1964, Братислава) — словацкий футболист, футбольный тренер.

## Карьера игрока
Выступал за различные клубы Чехии и Словакии. В качестве футболиста играл за сборные Чехословакии и Словакии. Участник чемпионата мира 1990 года.

## Тренерская карьера
Десять лет (1996—2006) тренировал словацкий клуб «Артмедия»: вначале как играющий тренер, позже — как главный. Впервые с клубом выиграв Кубок Словакии, а затем и чемпионат Словакии в 2005 году, сумел затем выйти в групповой этап Лиги чемпионов 2005/06 из первого квалификационного раунда, обыграв по очереди «Кайрат», шотландский «Селтик» и сербский «Партизан». В группе клуб занял 3-е место (обойдя «Порту»), что позволило ему выступить в 1/16 Кубка УЕФА.
После такого успеха в 2006—2007 гг. был приглашён поработать главным тренером подмосковного клуба «Сатурн» с задачей попасть в зону еврокубков, но по результатам сезона 2006 «Сатурн» остался на 11 месте, сыграв 16 раз вничью. Тренер был уволен после 10 тура в сезоне 2007, когда команда занимала 13-е место, имея в своём активе лишь одну победу.
После неудачи в России вернулся в 2008 году «Артмедиу», с которой сделал дубль: вновь стал чемпионом страны и взял Кубок.
За счёт своих успехов внутри страны в июне 2008 года возглавил сборную Словакии, с которой впервые вышел в финальную часть чемпионата мира по футболу и довёл сборную до стадии 1/8 финала. Однако вывести в финальную часть Евро-2012 сборную он не сумел и 30 января 2012 года был отправлен в отставку, получив компенсацию в размере тройной месячной зарплаты, после чего возглавил братиславский «Слован».
С конца 2012 по ноябрь 2015 года Вайсс достаточно успешно работал в алматинском «Кайрате» — трижды занимал с командой места в призовой тройке и выиграл два Кубка Казахстана. Но чемпионом «Кайрат» так и не смог стать, и в ноябре 2015 года контракт с ним не был продлён.
С марта 2016 года Вайсс стал тренировать сборную Грузии. 13 ноября 2020 года сообщил, что покидает сборную Грузии, после поражения в финальном матче квалификации чемпионата Европы 2021 от сборной Македонии.

## Достижения как тренера
«Артмедиа Петржалка»
- Чемпион Словакии (2): 2005, 2008
- Обладатель Кубка Словакии (2): 2004, 2008

Слован (Братислава)
Чемпион Словакии (3): 2022, 2023, 2024
«Кайрат»
- Серебряный призёр чемпионата Казахстана: 2015
- Бронзовый призёр чемпионата Казахстана (2): 2013, 2014
- Обладатель Кубка Казахстана (2): 2014, 2015

## Личная жизнь
Родом из футбольной семьи. Его отец, которого также звали Владимир (1939—2018), играл на Олимпиаде в Риме. Сына также зовут Владимир.